# Гоби
Гоби (на монголски: Говь, безводно място; на китайски: 戈壁; на пинин: Gēbì) е общо название на пустинни и полупустинни райони в северната и североизточната част на Централна Азия. Те представляват равнинни или хълмисти местности с оскъдна растителност, често с каменисти или засолени почви, лишени от повърхностни води.
Същинските пустинни области на Гоби се простират в Северен Китай (в автономните региони Вътрешна Монголия и Синдзян-Уйгурски и провинция Гансу) и Южна Монголия с площ около 1 295 000 km².

## Географска характеристика

### Релеф, географско положение, геоложки строеж
Преобладават структурните равнини, лежащи на височина 900 – 1200 m и изградени основно от кредни, палеогенски и неогенски скални формации. Те се редуват с по-древни хълмисти местности, ридове и островни планински масиви с до 1800 m относителна височина над околния терен. На север пустинните региони са ограничени от планините Монголски Алтай и Хангай, а на юг – от Наншан и Алтънтаг. На запад, в района на езерото Лобнор се свързва с пустинята Такламакан, на югоизток се простира до река Хуанхъ и планинските системи на Иншан и Жъхъ, а на изток достига до западните склонове на планината Голям Хинган. Наклонените предпланински равнини са разчленени от многочислени сухи речни долини, вливащи се в затворени депресии, които са заети от пресъхващи езера, солончаци или твърди глинести повърхнини (такири). Срещат се също и малки масиви от подвижни пясъци.

### Климат, води
Климатът е умерен, рязко континентален с годишна амплитуда между минималната и максималната температура до 85°С (януари до -40°С, юли до 45°С). Годишната сума на валежите варира от 68 mm в северозападната част на пустинята Алашан до 200 mm на североизток в Монголия. Максимумът на валежите е през лятото. Реки с постоянен отток почти липсват, кото болшинството от сухите корита се оводняват през лятото.

### Почви, растителност, животински свят
Почвите са сивокафяви и кафяви, често в комплекс с пясъчни пустини, солончаци и такири. Най-характерни са карбонатните, гипсоносните и грубите чакълести почви. Растителността пустинна, оскъдна и разредена. По платата и предпланинските равнини се среща дребнохрастова гипсофилна растителност (Echinochloa, Zygophyllum, терескен, реомюрия, няколко вида Nitraria и Salsola); в солончаците – предимно Nitraria, Salso.a, тамариск, Kalidium; в пясъците – пясъчен пелин, зайсански саксаул, караган. Животинският свят е разнообразен. Тук все още са се съхранили дива камила, магаре кулан, конят на Пржевалски, няколко вида антилопи. много гризачи и рептилии. Като цяло флората и фауната на Гоби съдържат множество ендемични видове. В нея се намира и националният парк Гоби (основан през 1975 г.), чиято площ е 4,3 млн. ha.

### Райониране
Цялата територия на Гоби в зависимост от природните условия се подразделя на следните региони:
- Заалтайска Гоби – виж статията за Заалтайска Гоби;
- Монголска Гоби (Шамо) – е най-голямата пустиня в състава на Гоби, разположена в югозападната част на Монголия и частично в автономния регион Вътрешна Монголия на Китай. Голяма част от населението е номадско, съставено от монголски и ойратски племена;
- Алашан – виж статията за пустинята Алашан;
- Гашунска Гоби – виж статията за Гашунска Гоби;
- Джунгарска Гоби – Разположена е основно на територията на Синдзян-Уйгурския автономен регион на Китай и частично в югозападната част на Монголия, между хребетите Их Ховтгийн Нуру, Тахин шара Нуру и Адж Богдо но планината Монголски Алтай на север и хребета Мечин Ула на планината Тяншан на юг. На изток, в района на монголо-китайската граница се свързва с пустинята Заалтайска Гоби, а на запад постепенно преминава в пустините на Джунгария. Дължина от северозапад на югоизток около 400 km, ширина до 120 km. Площ около 48 000 km².[1]

## Стопанство
Основният поминък на населението е скотовъдството. Отглежда се дребен рогат добитък, камили, коне и в по-малка степен – едър рогат добитък. За водоснабдяването голямо значение имат обилните и плитко залягащи грунтови води. Земеделски дейности се развиват само по долините на някои реки.